# Mesocletodes commixtus
Mesocletodes commixtus är en kräftdjursart som beskrevs av Coull 1973. Mesocletodes commixtus ingår i släktet Mesocletodes och familjen Argestidae. Inga underarter finns listade i Catalogue of Life.